# Viola mira
Viola mira är en violväxtart som beskrevs av Zapal.. Viola mira ingår i släktet violer, och familjen violväxter. Inga underarter finns listade i Catalogue of Life.